# Polycheles perarmatus
Polycheles perarmatus är en kräftdjursart som beskrevs av Lipke Bijdeley Holthuis 1952. Polycheles perarmatus ingår i släktet Polycheles och familjen Polychelidae. IUCN kategoriserar arten globalt som livskraftig. Inga underarter finns listade i Catalogue of Life.